# Kovács Krisztián (író, 1987)
Kovács Krisztián (Zalaegerszeg, 1987. június 1.  –) magyar író, újságíró, kommunikációs szakember.

## Élete
Fiatalkorát a Zala megyei Lentiben töltötte, diplomáját az ELTE Savaria Egyetemi Központ intézményében szerezte Szombathelyen. 2009-től jelentek meg novellái magazinokban és antológiákban. 2018-ban megalapította az Ectopolis Magazin online kulturális portált, melynek 2022-es megszűnéséig főszerkesztője volt. 2022-től az Agave Könyvek kommunikációs igazgatója.
Első regényével Hiányzó történetek címmel 2022-ben debütált az Európa Könyvkiadónál. Második kötete Minden csendes és nyugtalan címmel 2023-ban került a könyvesboltokba. Legújabb regénye, az Ablakok az ébrenlétben 2024 októberében jelent meg.

## Könyvei
- Hiányzó történetek (regény, Európa, 2022)
- Minden csendes és nyugtalan (regény, Európa, 2023)
- Ablakok az ébrenlétben (regény, Európa, 2024)